# Jan z Domachowa Bzdęga

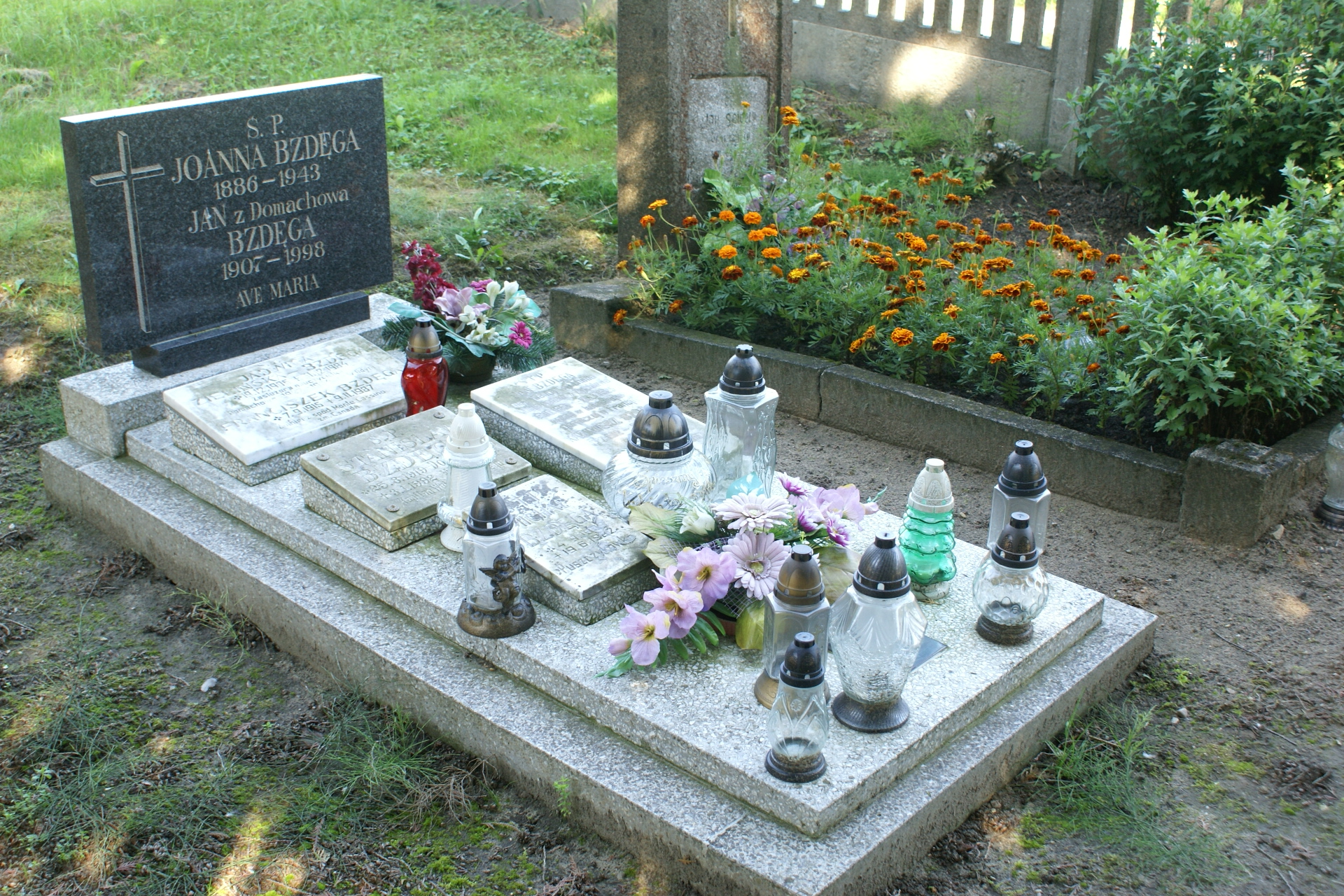
Grób Jana z Domachowa Bzdęgi na cmentarzu parafialnym w Domachowie

Jan z Domachowa Bzdęga (ur. 23 grudnia 1907 w Rotthausen w Westfalii, zm. 16 czerwca 1998 w Chumiętkach) – polski etnograf-amator i folklorysta, działacz kulturalno-oświatowy, popularyzator kultury regionu Biskupizny. 

## Życiorys
Był synem Jana (1880–1925) i Joanny (1886–1943) z d. Chudej, pochodzących z Żychlewa, którzy pobrali się w 1906. Mieli siedmioro dzieci (sześciu synów i córkę), z których Jan był najstarszy. Wyemigrowali do Westfalii, gdzie ojciec pracował w kopalniach. Tam urodziła się czwórka dzieci. Do Polski wrócili w 1914 i zamieszkali w Domachowie. Ojciec cały czas wyjeżdżał do pracy w kopalniach w Niemczech i Francji.
Uczęszczał do szkoły powszechnej w Sułkowicach, a po jej ukończeniu rozpoczął w 1921 naukę w Miejskim Gimnazjum Klasycznym w Gostyniu. Tam zaprzyjaźnił się z Wacławem Boratyńskim. Naukę przerwała śmierć ojca w katastrofie górniczej, a trudna sytuacja życiowa rodziny spowodowała konieczność podjęcia pracy zarobkowej. Zatrudnił się więc jako urzędnik pocztowy.
W 1934 poznał Jadwigę Zielińską (nauczycielkę w szkole w Domachowie), którą poślubił. W 1936 zamieszkali w Poznaniu. Para doczekała się dwójki dzieci: Joanny Bożeny i Jana Ludosława.
W 1938 zdał maturę w trybie eksternistycznym. W tym samym roku zapisał się na Wydział Socjologii Uniwersytetu Poznańskiego. Studia przerwał mu wybuch II wojny światowej. Jako żołnierz Wojska Polskiego brał udział w kampanii wrześniowej. Wzięty do niewoli, przebywał obozie jenieckim Stalag I A Stablack. Zajmował się organizacją życia kulturalno-oświatowego więźniów. W niewoli ciężko zachorował i w 1940 został zwolniony z obozu. Następnie wrócił do Poznania. W 1945 jako ochotnik brał udział w walkach o wyzwolenie Poznania, w których został ciężko ranny.
Po wojnie pracował w różnych instytucjach, m.in. w Delegaturze Ministerstwa Oświaty, Wydziale Kultury i Sztuki Urzędu Wojewódzkiego w Poznaniu, Komitecie Wojewódzkim Zjednoczonego Stronnictwa Ludowego, Państwowym Przedsiębiorstwie „Dom Książki”, Powiatowym Domu Kultury w Zielonej Górze.
Od 1968 mieszkał w Gdyni. Do Wielkopolski wrócił w 1992 i zamieszkał w internacie Zespołu Szkół Rolniczych w Grabonogu. W 1997 obchodzono jubileusz jego 90. urodzin. Z tej okazji ukazało się okolicznościowe wydawnictwo Od wiwata do wiwata. Zmarł 16 czerwca 1998. Został pochowany na cmentarzu parafialnym w Domachowie.

## Działalność popularyzatorska
Jego fascynacja Biskupizną zaczęła się w 1927. Pierwsze krótkie teksty poświęcone kulturze tradycyjnej regionu publikował w czasopismach: „Wielkopolanin”, „Orędownik”, „Gazeta Narodowa” i „Kurier Poznański”.  W 1932 założył Kółko Regionalne w Domachowie, przy którym powstał Biskupiański Zespół Folklorystyczny in crudo z Domachowa i Okolic. 
Był autorem scenariuszy krótkometrażowych filmów dokumentalnych wyprodukowanych przez Polską Agencję Telegraficzną w 1936: Wieniec na Biskupiźnie, Śrendziny, Wesele biskupiańskie. Współpracował z muzykologiem Łucjanem Kamieńskim – kierownikiem Zakładu Muzykologii Uniwersytetu Poznańskiego i Regionalnego Archiwum Fonograficznego. Z ich inicjatywy zrealizowano badania terenowe z udziałem studentów poznańskiej muzykologii i dokonano wtedy pierwszych nagrań fonograficznych. 
W 1936 ukazała się publikacja jego autorstwa pt. Biskupianie – Hej! Z młodych lot, huloł jo ci rod… (Kościan 1936, Warszawa 1992), do którego przedmowę napisała Wiesława Cichowicz. Ilustracje wykonał Wacław Boratyński, nuty opracował Józef Baranowski (organista z Domachowa). W 1937 napisał tekst pt. Stroje i zwyczaje weselne na Biskupiźnie, który znalazł się w opracowaniu XXV-lecie zbiorów ludoznawczych im. Heleny i Wiesławy Cichowicz (Poznań 1937).
Przyjaźnił się z Wacławem Boratyńskim, którego poznał podczas nauki w gimnazjum w Gostyniu, i który ilustrował jego teksty. Boratyński był związany z ugrupowaniem artystycznym „Szczep Szukalszczyków herbu Rogate Serce", założonym przez Stanisława Szukalskiego. Niemal wszyscy członkowie grupy przyjęli pseudosłowiańskie przydomki – Wacław Boratyński posługiwał się imieniem: „Pracowit z Ryglic”. Natomiast on sam przyjął przydomek: „Jan z Domachowa Bzdęga". W późniejszym czasie angażował się w promowanie twórczości Boratyńskiego, organizując jego wystawy i inspirując wydanie pracy zbiorowej pt. Artysta malarz „Pracowit z Ryglic" • Wacław Boratyński 1908–1939 • Szkice do portretu (Gostyń 1992). 
Podczas okupacji wspólnie z etnografem Adamem Glapą przygotowali w konspiracji przedstawienie ludowo-patriotyczne pt. Wieczornica ludowa, z udziałem kapeli dudziarskiej przybyłej z Biskupizny. Odbyło się ono 6 lutego 1942 w domu przy ul. Poznańskiej 38. Całość została udokumentowana na taśmie filmowej i kliszy fotograficznej przez Stanisława Kuszę i Adama Glapę. 
Często przyjeżdżał na Biskupiznę i angażował się w animację życia kulturalnego. W 1972 założył Biskupiński Zespół Folklorystyczny z Domachowa i Okolic (razem z Zofią Nowak). Jego pierwszą kierowniczką została Joanna Prętkowska. W 1976 został członkiem–współzałożycielem Krobskiego Towarzystwa Kulturalnego. Dzięki jego inicjatywie Tonpress wydał serię pocztówek dźwiękowych z nagraniami muzyki tradycyjnej. Brał także udział w przygotowywaniu audycji radiowych i telewizyjnych. Ponadto z jego inspiracji ukazała się seria pocztówek z Biskupizny.

## Wybrane publikacje
- Biskupianie, Kościan, Skład Główny Wielkopolski Zw. Teatrów Lud. 1936
- W Domachowie ukończono żniwa, jest więc wesoła biskupiańska zabawa „winiec”, „Orędownik”, 30.08.1936, nr 201, s. 6
- Stroje i zwyczaje weselne na Biskupiźnie, w: XXV-lecie zbiorów ludoznawczych im. Heleny i Wiesławy Cichowicz, Poznań 1937, s. 41-54
- Folklor biskupiański, w: S. Sierpowski (red.), Dzieje ziemi gostyńskiej, Wydawnictwo Naukowe Uniwersytetu im. Adama Mickiewicza w Poznaniu, 1979, s. 617-636
- Folklor Biskupizny jako trwały element kultury współczesnej Krobi i jej okolic (wspólnie z J. Zielińską-Bzdęgą), w: A. Małkowski (red.), Szkice z dziejów ziemi krobskiej, Poznań-Krobia, Wydawnictwo Naukowe Uniwersytetu im. Adama Mickiewicza w Poznaniu, 1986, s. 168-189
- Wesele biskupiańskie, Gostyńskie Towarzystwo Kulturalne, Muzeum w Gostyniu, 1992

## Odznaczenia i nagrody
- Nagroda Ministra Kultury i Sztuki, 1972
- Nagroda im. Oskara Kolberga „za zasługi dla kultury ludowej”, 1977[6]
- Nagroda Festiwalu Kapel i Śpiewaków Ludowych w Kazimierzu Dolnym nad Wisłą „za opiekuńczą i upowszechnieniową działalność na rzecz folkloru”, 1980
- Krzyż Kawalerski Orderu Odrodzenia Polski, 1983
- Laur Gostynia, 1988 i 1997
- Odznaka „Za Serce dla Kultury”, 1995 – przyznana przez Leszczyńskie Towarzystwo Kulturalne
- Członek honorowy Gostyńskiego Towarzystwa Kulturalnego[7]

## Upamiętnienie
- W Krobi znajduje się Gminne Centrum Kultury i Rekreacji im. Jana z Domachowa Bzdęg.
- Jedna z ulic w Gostyniu została nazwana jego imieniem[19].